# جيسي ويست
جيسي ويست (بالإنجليزية: Jesse West) هو رابر ومنتج أسطوانات وملحن أمريكي، ولد في 4 ديسمبر 1967.

## وصلات خارجية
- الموقع الرسمي
- جيسي ويست على موقع ميوزك برينز (الإنجليزية)
- جيسي ويست على موقع ديسكوغز (الإنجليزية)